# Mlanyama
Mlanyama — викопний рід гієнодонтів, який жив у пізньому олігоцені. M. sugu мешкав у північно-західній Кенії, був знайдений на місці Бенсона.